# Степанов, Дмитрий Тихонович
Дмитрий Тихонович Степанов (1918—2002) — майор Советской Армии, участник Великой Отечественной войны, Герой Советского Союза (1944).

## Биография
Дмитрий Степанов родился 22 октября 1918 года в деревне Воздвиженка (ныне — Целиноградский район Акмолинской области Казахстана). После окончания семи классов школы и школы фабрично-заводского ученичества работал на железной дороге. В 1938 году Степанов был призван на службу в Рабоче-крестьянскую Красную Армию. В 1939 году он окончил полковую школу. Участвовал в польском и бессарабском походах. С августа 1941 года — на фронтах Великой Отечественной войны.
К июлю 1944 года сержант Дмитрий Степанов командовал отделением 77-го отдельного штурмового инженерно-сапёрного батальона 16-й штурмовой инженерно-сапёрной бригады 3-й гвардейской армии 1-го Украинского фронта. Отличился во время освобождения Польши. 30 июля 1944 года Степанов совершил 6 рейсов через Вислу в районе города Аннополь Люблинского воеводства, переправив в общей сложности около 150 бойцов и командиров со всем вооружением. Принимал активное участие в боях за захват и удержание плацдарма.
Указом Президиума Верховного Совета СССР от 23 сентября 1944 года за «мужество и героизм, проявленные при форсировании Вислы» сержант Дмитрий Степанов был удостоен высокого звания Героя Советского Союза с вручением ордена Ленина и медали «Золотая Звезда» за номером 1991.
В 1945 году Степанов окончил курсы младших лейтенантов. Участвовал в боях советско-японской войны. После её окончания Степанов продолжил службу в Советской Армии. В 1952 году он окончил Высшую офицерскую инженерную школу. В 1961 году в звании майора Степанов был уволен в запас. Проживал и работал сначала в Горьком, затем в Москве. Умер 30 декабря 2002 года, похоронен на Троекуровском кладбище Москвы.
Был также награждён орденами Отечественной войны 1-й степени и Красной Звезды, рядом медалей.